# NGC 729
NGC 729 je galaksija u zviježđu Kemijska peć.

## Vanjske poveznice
- SEDS: NGC 729